# 서유기: 철선녀의 파초선
《서유기: 철선녀와 파초선》(중국어: 大夢西游2鐵扇公主)은 중국에서 제작된 2016년 액션, 모험, 판타지 영화이다.

## 출연
- 사묘 - 손오공 역
- 황일림 - 철선녀 역
- 구공 - 삼장법사 역
- 마경경 - 우마왕 역